# مقصدهای پروازی مالیندو ایر
مقصدهای پروازی مالیندو ایر به شرح زیر است:
|  | قطب         |
|  | شهر کانونی  |
|  | فصلی        |
|  | چارتر       |
|  | مسیرهای آتی |